# No Line on the Horizon
No Line on the Horizon ist das zwölfte Studioalbum der irischen Band U2. Es wurde am 27. Februar 2009 veröffentlicht.

## Artwork
Das erste Mal seit dem Album Zooropa ist nicht die Band auf dem Cover abgebildet, sondern ein Bild des japanischen Künstlers Hiroshi Sugimoto, welcher eine Aufnahme des Bodensees verwendete. Die Aufnahme zeigt den Übergang des Sees in den Himmel, wobei – namensgebend – kein klarer Horizont erkennbar ist. Die Aufnahme entstand im Ort Uttwil, auf der Schweizer Seite des Bodensees.

## Titelliste
1. No Line on the Horizon – 4:12
2. Magnificent – 5:24
3. Moment of Surrender – 7:24
4. Unknown Caller – 6:03
5. I’ll Go Crazy If I Don’t Go Crazy Tonight – 4:14
6. Get On Your Boots – 3:25
7. Stand Up Comedy – 3:50
8. Fez – Being Born – 5:17
9. White as Snow – 4:41
10. Breathe – 5:00
11. Cedars of Lebanon – 4:16

## Singles
| Jahr | Titel                                     | Höchstplatzierung, Gesamtwochen, AuszeichnungChartplatzierungen (Jahr, Titel, , Platzierungen, Wochen, Auszeichnungen, Anmerkungen) | Höchstplatzierung, Gesamtwochen, AuszeichnungChartplatzierungen (Jahr, Titel, , Platzierungen, Wochen, Auszeichnungen, Anmerkungen) | Höchstplatzierung, Gesamtwochen, AuszeichnungChartplatzierungen (Jahr, Titel, , Platzierungen, Wochen, Auszeichnungen, Anmerkungen) | Höchstplatzierung, Gesamtwochen, AuszeichnungChartplatzierungen (Jahr, Titel, , Platzierungen, Wochen, Auszeichnungen, Anmerkungen) | Höchstplatzierung, Gesamtwochen, AuszeichnungChartplatzierungen (Jahr, Titel, , Platzierungen, Wochen, Auszeichnungen, Anmerkungen) | Höchstplatzierung, Gesamtwochen, AuszeichnungChartplatzierungen (Jahr, Titel, , Platzierungen, Wochen, Auszeichnungen, Anmerkungen) | Anmerkungen                          |
| Jahr | Titel                                     | DE | AT | CH | UK | US | IE | Anmerkungen                          |
| ---- | ----------------------------------------- | --- | --- | --- | --- | --- | --- | ------------------------------------ |
| 2009 | Get on Your Boots                         | DE19 (6 Wo.)DE | AT11 (4 Wo.)AT | CH65 (3 Wo.)CH | UK12 (5 Wo.)UK | US37 (3 Wo.)US | IE1 (6 Wo.)IE | Erstveröffentlichung: Januar 2009    |
| 2009 | Magnificent                               | DE25 (9 Wo.)DE | AT51 (3 Wo.)AT | CH45 (19 Wo.)CH | UK42 (1 Wo.)UK | US79 (1 Wo.)US | IE5 (11 Wo.)IE | Erstveröffentlichung: März 2009      |
| 2009 | I’ll Go Crazy If I Don’t Go Crazy Tonight | DE40 (3 Wo.)DE | AT34 (3 Wo.)AT | CH49 (2 Wo.)CH | UK32 (1 Wo.)UK | — | IE7 (5 Wo.)IE | Erstveröffentlichung: September 2009 |

## Tour

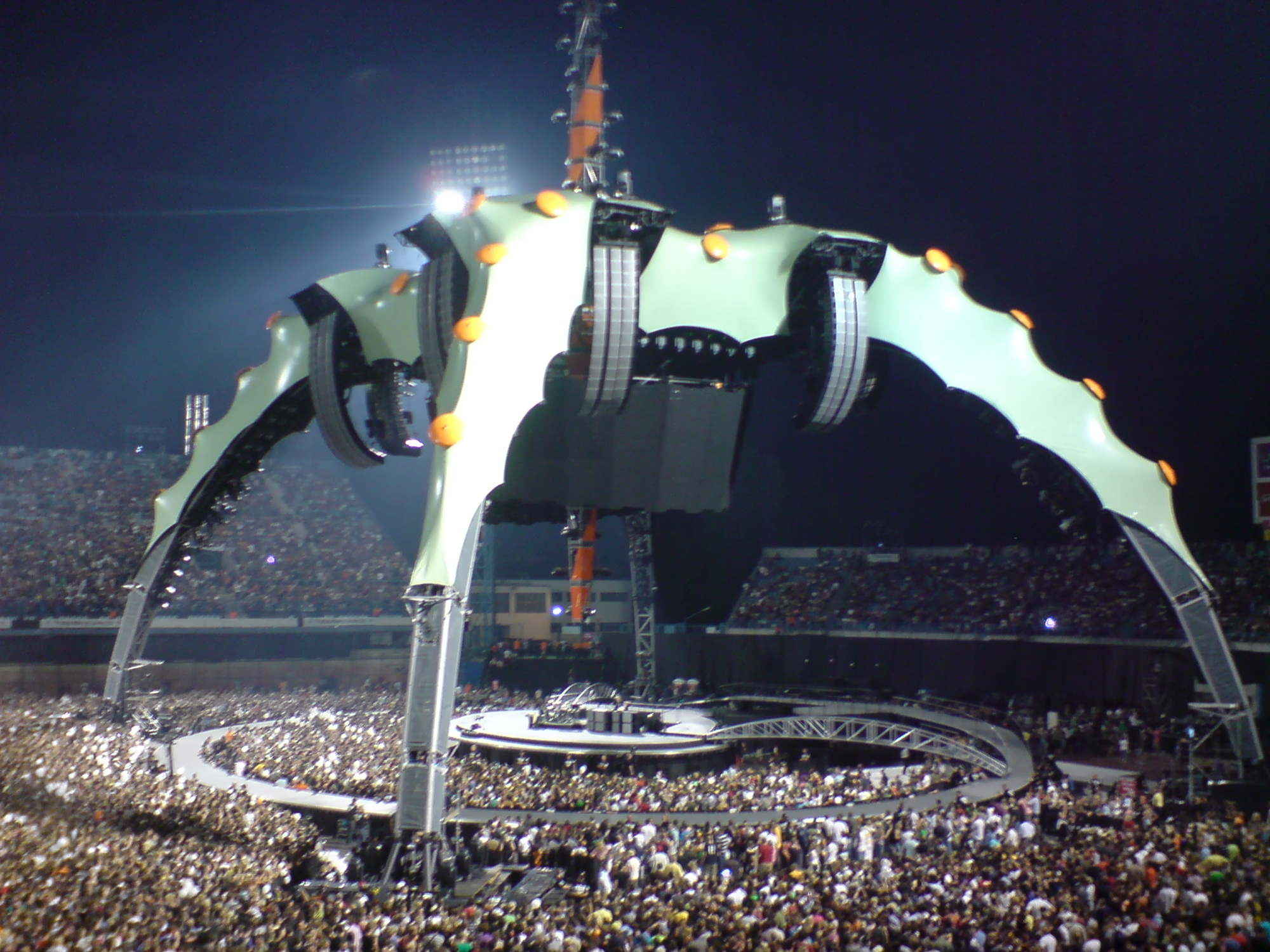
Die Bühne ist auf allen Seiten von Publikum umgeben.

Ein gutes halbes Jahr nach der Veröffentlichung des Albums begann U2 am 30. Juni 2009 in Barcelona mit dem ersten Leg ihrer Welttournee „U2 360° Tour“.
Das Bühnendesign zeichnete sich vor allem dadurch aus, dass es kein klassisches Bühnenlayout mit einem eindeutigen „vorne“ aufweist, sondern vielmehr sich das Publikum – namensgebend für die Tour – auf allen 360° rund herum um die Bühne befindet. Videoschirm und Lautsprecher stehen nicht auf dem Boden, sondern hängen an der Bühnenkonstruktion. Auf diese Weise können mehr Zuschauer als üblich den Auftritten beiwohnen: ca. 10.000 Extraplätze pro Konzert konnten so geschaffen werden.
Seit 2011 ist die U2 360° Tour offiziell die erfolgreichste Tournee aller Zeiten, da sie mit vermutlich rund 700 Mio. US-Dollar Einnahmen den Rekord der Rolling Stones (558 Mio. US-$) deutlich übertrifft. Zudem übertreffen U2 die Rolling Stones auch bei den Zuschauerzahlen. Am Ende der 360° Tour haben rund 7 Mio. Zuschauer die Konzerte verfolgt, während es bei den Stones „nur“ 6,4 Mio. waren.
Aufgrund einer Verletzung von Bono bei den Proben zur Tour kam es zu ungeplanten Verschiebungen der Tourtermine.
Nach 110 Konzerten in 30 Ländern, fand die letzte Vorstellung am 30. Juli im kanadischen Moncton statt.

## Mitwirkende
- Bono – Gesang, Gitarre, Keyboard
- The Edge – Gitarre, Gesang, Klavier
- Adam Clayton – Bass
- Larry Mullen Jr. – Schlagzeug
- Brian Eno – Rhythmus-Schleifen, Synthesizer, Gesang
- Daniel Lanois – Gitarre, Gesang
- Terry Lawless – Klavier, Fender Rhodes, Keyboard
- will.i.am – Keyboard, Gesang
- Caroline Dale – Cello
- Richard Watkins – Waldhorn
- Cathy Thompson – Violine
- Sam O’Sullivan – Schlagzeug
- Louis Watkins – Sopran

## Kommerzieller Erfolg

### Chartplatzierungen
| ChartsChartplatzierungen       | Höchstplatzierung | Wochen |
| ------------------------------ | ----------------- | ------ |
| Deutschland (GfK)              | 1 (28 Wo.)        | 28     |
| Irland (IRMA)                  | 1 (34 Wo.)        | 34     |
| Österreich (Ö3)                | 1 (28 Wo.)        | 28     |
| Schweiz (IFPI)                 | 1 (32 Wo.)        | 32     |
| Vereinigte Staaten (Billboard) | 1 (25 Wo.)        | 25     |
| Vereinigtes Königreich (OCC)   | 1 (25 Wo.)        | 25     |

| ChartsJahrescharts (2009)      | Platzierung |
| ------------------------------ | ----------- |
| Deutschland (GfK)              | 12          |
| Österreich (Ö3)                | 15          |
| Schweiz (IFPI)                 | 5           |
| Vereinigte Staaten (Billboard) | 18          |
| Vereinigtes Königreich (OCC)   | 34          |

### Auszeichnungen für Musikverkäufe
| Land/Region                  | Auszeichnungen für Musikverkäufe (Land/Region, Auszeichnung, Verkäufe) | Verkäufe    |
| ---------------------------- | ---------------------------------------------------------------------- | ----------- |
| Argentinien (CAPIF)          | Gold                                                                   | 20.000      |
| Australien (ARIA)            | Platin                                                                 | 70.000      |
| Belgien (BRMA)               | Platin                                                                 | 30.000      |
| Brasilien (PMB)              | Platin                                                                 | 60.000      |
| Dänemark (IFPI)              | 2× Platin                                                              | (40.000)    |
| Deutschland (BVMI)           | Platin                                                                 | 200.000     |
| Europa (IFPI)                | Platin                                                                 | (1.000.000) |
| Finnland (IFPI)              | Gold                                                                   | 17.019      |
| Golf-Kooperationsrat (IFPI)  | Gold                                                                   | 3.000       |
| Griechenland (IFPI)          | Platin                                                                 | 6.000       |
| Irland (IRMA)                | 4× Platin                                                              | 60.000      |
| Italien (FIMI)               | 3× Platin                                                              | 180.000     |
| Japan (RIAJ)                 | Gold                                                                   | 100.000     |
| Kanada (MC)                  | 2× Platin                                                              | 160.000     |
| Mexiko (AMPROFON)            | Gold                                                                   | 40.000      |
| Neuseeland (RMNZ)            | Platin                                                                 | 15.000      |
| Niederlande (NVPI)           | 2× Platin                                                              | 120.000     |
| Österreich (IFPI)            | Platin                                                                 | 20.000      |
| Portugal (AFP)               | Platin                                                                 | 20.000      |
| Rumänien (UFPR)              | Platin                                                                 | 4.000       |
| Russland (NFPF)              | Platin                                                                 | 20.000      |
| Schweden (IFPI)              | Platin                                                                 | 40.000      |
| Schweiz (IFPI)               | Platin                                                                 | 30.000      |
| Spanien (Promusicae)         | Platin                                                                 | 60.000      |
| Ungarn (MAHASZ)              | Platin                                                                 | 6.000       |
| Vereinigte Staaten (RIAA)    | Platin                                                                 | 1.100.000   |
| Vereinigtes Königreich (BPI) | Platin                                                                 | 300.000     |
| Insgesamt                    | 5× Gold · 30× Platin ·                                                 | 2.604.019   |

Hauptartikel: U2 (Band)/Auszeichnungen für Musikverkäufe

## Trivia
Zusammen mit dem Album erschien auch der Film Linear des Fotografen und Filmregisseurs Anton Corbijn. Der Film ist mit den Liedern des Albums untermalt, welche allerdings in anderer Reihenfolge abgespielt werden. Zusätzlich zu den Albumtiteln ist noch das Stück Winter vorhanden.
Am Anfang der Studioaufnahmen war noch der Musikproduzent Rick Rubin beteiligt. Allerdings wurden die Lieder, welche mithilfe seiner Zusammenarbeit entstanden, nicht auf dem Album verwendet.